# Varennes-Jarcy
Varennes-Jarcy – miejscowość i gmina we Francji, w regionie Île-de-France, w departamencie Essonne.
Według danych na rok 1990 gminę zamieszkiwało 1687 osób, a gęstość zaludnienia wynosiła 308 osób/km² (wśród 1287 gmin regionu Île-de-France Varennes-Jarcy plasuje się na 523. miejscu pod względem liczby ludności, natomiast pod względem powierzchni na miejscu 643.).